# Клинков, Сергей Владимирович
Серге́й Влади́мирович Клинко́в (род. 3 марта 1971 года) — российский учёный, специалист в области физики многофазных сред и машиностроения, член-корреспондент РАН (2016).

## Биография
Родился в 1971 году.
В 2013 году — защитил докторскую диссертацию, тема: «Управление эрозионно-адгезионным переходом при ХГН».
Ведущий научный сотрудник Института теоретической и прикладной механики имени С. А. Христиановича СО РАН (ИТПМ СО РАН).
В январе 2016 года — присвоено почётное учёное звание профессора РАН.
В октябре 2016 года — избран членом-корреспондентом РАН по
Отделению энергетики, машиностроения, механики и процессов управления.

## Научная деятельность
Специалист в области физики многофазных сред и машиностроения (нанесение функциональных покрытий).
Автор и соавтор 139 научных работ, из них 6 монографий и 11 патентов.
Основные научные результаты получены при изучении взаимодействия с преградами сверхзвуковых потоков, содержащих нерасплавленные микрочастицы, и формирования покрытий (в том числе многокомпонентных композиционных, содержащих металлы, сплавы, керамики, полимеры) открытым в ИТПМ методом холодного газодинамического напыления (ХГН). С. В. Клинковым с сотрудниками были
- исследованы методы управления эрозионно-адгезионным переходом;
- предложены способы создания композиционных покрытий;
- разработаны новое оборудование и основы технологий ХГН.

Ведёт преподавательскую работу в Новосибирском государственном университете.
Является рецензентом международных журналов «Surface and Coating Technology», «Acta Materialia (Elsevier)», «Journal of Thermal Spray Technology (Springer)»; российских журналов «Прикладная механика и техническая физика», «Теплофизика и аэромеханика».

## Награды
- Премия Правительства Российской Федерации в области науки и техники (в составе группы, за 2010 год) — за создание обобщённой теории взаимодействия высокоскоростных гетерогенных потоков с преградой, разработку технологий и оборудования для газодинамического напыления металлов, широкомасштабно используемых в мировой практике[5]